# 黃頭荷包魚
黃頭荷包魚，俗名黃面神仙，為輻鰭魚綱鱸形目鱸亞目蓋刺魚科的其中一個種。

## 分布
本魚分布於西太平洋區，包括日本、台灣、印尼等海域。

## 特徵
本魚體卵圓形，吻圓鈍，口小；體黃褐色，體側具有許多的藍色平行細紋，尾鰭黃色。背鰭硬棘13枚，軟條17至18枚；臀鰭硬棘3枚，軟條17至18枚。體長可達22公分。

## 生態
本魚棲息在較深珊瑚礁區，屬肉食性，以海綿、海參、海參等為食。

## 經濟利用
屬於高價值的觀賞魚。